# الحرب السورية الإفرايمية
وقعت الحرب السورية الإفرايمية في القرن الثامن قبل الميلاد عندما كانت الإمبراطورية الآشورية الحديثة قوة إقليمية عظيمة. قررت الدول الخاضعة آرام دمشق (غالبًا ما تسمى آرام) ومملكة إسرائيل (غالبًا ما تسمى إفرايم بسبب القبيلة الرئيسية) الانفصال. لقد رفضت مملكة يهوذا، التي يحكمها الملك آحاز، الانضمام إلى التحالف. وفي عام 735 قبل الميلاد، حاولت آرام دمشق، تحت رصين، وإسرائيل، تحت حكم فقح، خلع آحاز من خلال الغزو. هزمت يهوذا، وبحسب السجلات الثانية، فقدت يهوذا 120 ألف جندي في يوم واحد فقط. قتل العديد من المسؤولين البارزين، بما في ذلك نجل الملك. تم نقل العديد من الآخرين كعبيد. يقول 2 Kings 16:5 من نفس الحرب أن رصين وفقح حاصرَا أورشليم لكنهما فشلا في الاستيلاء عليها.
خلال الغزو، كان الفلستيون والإدوميون يستغلون الوضع ويداهمون البلدات والقرى في يهوذا. طلب آحاز المساعدة من تغلث فلاسر الثالث ملك آشور. دافع الآشوريون عن يهوذا، ففتحوا إسرائيل وآرام دمشق وفلستيا، لكن تحالف ما بعد الحرب جلب فقط المزيد من المشاكل لملك يهوذا. اضطر آحاز إلى ترفيد تغلث فلاسر الثالث بكنوز الهيكل في أورشليم والخزانة الملكية. لقد بنى أيضًا أصنام الآلهة الآشورية في يهوذا لإيجاد صالح مع حليفه الجديد.

## نبوءة عمانوئيل
يقول إشعيا للملك آحاز أن الغزو لن ينجح ويطلب منه أن يسأل آية من الله. رفض آحاز، مدعيًا أنه لا يريد أن يختبر الله. ثم أعلن إشعيا أن الله نفسه سيختار العلامة:
إشعيا الثامن يذكر تفاصيل نبوءة أخرى عن طفل باسم ماهر-شلال-هاش باز (بالعبرية: מַהֵר שָׁלָל חָשׁ בַּז «عجل إلى الغنائم!» أو «الذي قدم على عجل للنهب!»). ثم يوضح إشعيا أن أهمية هذا الاسم في أن أشور ستسلب سوريا وإفرايم قبل أن يتمكن هذا الطفل من الكلام. يخلص اشعيا هذه النبوءات المتعلقة أولاده، شآرياشوب (الذي يعني «ترجع البقية»)، وإيمانويل (الذي يعني «الله معنا»)، وماهر شلال هاش باز، قائلًا:
يستمر السياق في الفصل 9 الذي يستخدم أيضًا ولادة طفل كهدف له.

## روابط خارجية
- http://www.biblegateway.com/passage/؟search=Isaiah٪207-12&version=NASB
- http://www.jewsforjudaism.org/questions-a-answers-primary-234/68-the-jewish-messiah/374-messiah--the-criteria
- http://www.ucgstp.org/bible/brp/2ki16a.htm
- http://www.bsw.org/؟l=71811&a=Ani17.html